# Chesapeake City (Maryland)
Chesapeake City es un pueblo ubicado en el condado de Cecil en el estado estadounidense de Maryland. En el año 2010 tenía una población de 673 habitantes y una densidad poblacional de 773,89 personas por km².

## Geografía
Chesapeake City se encuentra ubicado en las coordenadas 39°31′40″N 75°48′44″O / 39.52778, -75.81222.

## Demografía
Según la Oficina del Censo en 2000 los ingresos medios por hogar en la localidad eran de $60.750 y los ingresos medios por familia eran $69.792. Los hombres tenían unos ingresos medios de $52.417 frente a los $39.917 para las mujeres. La renta per cápita para la localidad era de $33.819. Alrededor del 10,2% de la población estaba por debajo del umbral de pobreza.